# Charles Tillon

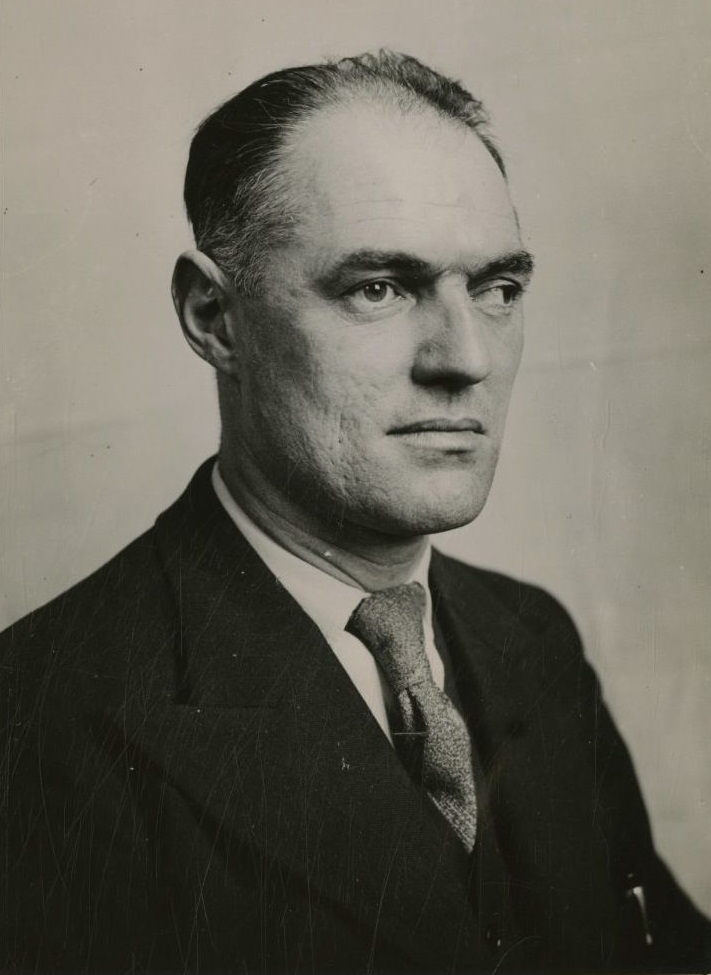
Charles Tillon um 1936

Charles Joseph Tillon (geboren am 3. Juli 1897 in Rennes; gestorben am 13. Januar 1993 in Marseille) war ein französischer Politiker (PCF), Gewerkschafter und Mitglied der Résistance.

## Leben
Charles Tillon war Metallarbeiter, diente im Ersten Weltkrieg in der Marine (1916–1919) und wurde wegen Meuterei zu fünf Jahren Haft verurteilt. Diese Meuterei trug sich im Schwarzen Meer zu. Er leitete zusammen mit der Fischkonservenarbeiterin Joséphine Pencalet 1924/1925 die Streiks in der bretonischen Stadt Douarnenez, wo er die Ereignisse auch als Maler verewigte. Anschließend war er Politiker und zeitweise in der Führung der Kommunistischen Partei Frankreichs (PCF) tätig, ab 1928 Gewerkschaftsführer, Abgeordneter (wiederholt ab 1936), Anführer der militanten kommunistischen Organisation (FTP – Francs-Tireurs et Partisans Français ab 1941) in der französischen Widerstandsbewegung (Résistance, FFI) während des Zweiten Weltkriegs.
Danach wurde Charles Tillon Bürgermeister in Aubervilliers und in verschiedenen Regierungen Minister (Luftwaffe, Rüstung, Ziviler Wiederaufbau; 1944–1947), Mitbegründer der französischen Widerstandskämpfer-Organisation (L’Association nationale des anciens combattants de la Résistance, ANACR) und 1970 gemeinsam mit Jean-Paul Sartre einer neuen „Roten Hilfe“ in Frankreich (Secours rouge, France).
Am 3. Juli 1970 unterschrieb Tillon zusammen mit Roger Garaudy, Jean Pronteau und Maurice Kriegel-Valrimont ein Manifest, das sich gegen die Invasion sozialistischer Staaten in der CSSR im Jahre 1968 richtete. Daraufhin wurde er, zusammen mit seiner Ehefrau Raymonde Tillon, aus der PCF ausgeschlossen.

## Schriften (Auswahl)
- Les F. T. P. La guérilla en France. Nouv. Julliard, Union générale d’éditions 1966
- Un "procès de Moscou" à Paris. Éditions du Seuil, Paris 1971
- On chantait rouge. Robert Laffont, Paris 1977

## Ehrungen
- 1. Januar 1993: Kommandeur der Ehrenlegion.[6]
- Seit 2003 ist ein Platz im Viertel du Pont-de-Flandre (74e Qu.) im 19. Arrondissement nach ihm benannt.